# Membres de la Société royale du Canada, par ordre alphabétique A
| Nom                 | Année | Occupation |
| ------------------- | ----- | ---------- |
| Ezzat Abdel Fattah  | 1990  |            |
| Irving Abella       | 1993  |            |
| Rosalie Abella      | 1997  |            |
| Peter Abrams (de)   | 2005  |            |
| Janos Aczel         | 1971  |            |
| Heribert Adam       | 2000  |            |
| Nancy Adler         | 2004  |            |
| Ian Affleck         | 1991  |            |
| Joseph Agassi       | 1993  |            |
| Albert Aguayo       | 1984  |            |
| Mustafa Akcoglu     | 1978  |            |
| John Alcock         | 1982  |            |
| Yvan Allaire        | 1990  |            |
| Jacques Allard      | 2005  |            |
| Robert C. Allen     | 1994  |            |
| Theresa Allen       | 2005  |            |
| Howard Alper        | 1984  |            |
| Michael Ames        | 1979  |            |
| Raymond Andersen    | 2000  |            |
| Bernard Andrès      | 2001  |            |
| Brenda Andrews      | 2005  |            |
| Jorge Angeles       | 2003  |            |
| Marc Angenot        | 1985  |            |
| Timothy Anna        | 1995  |            |
| Nabil Antaki        | 1992  |            |
| Nicholas Anthonisen | 1989  |            |
| Roméo Arbour        | 1980  |            |
| Jafar Arkani-Hamed  | 2005  |            |
| Leslie Armour       | 1998  |            |
| David Armstrong     | 1986  |            |
| Robin Armstrong     | 1979  |            |
| Armin Arnold        | 1978  |            |
| Anthony Arrott      | 1983  |            |
| James Arthur        | 1981  |            |
| Harry Arthurs       | 1982  |            |
| Michael Asch        | 2002  |            |
| Jennifer Ashworth   | 1991  |            |
| Alan Astbury        | 1989  |            |
| Douglas Atack       | 1989  |            |
| David Atherton      | 1995  |            |
| Harold Atwood       | 1982  |            |
| Margaret Atwood     | 1987  |            |
| Paul-Émile Auger    | 1950  |            |
| Karl Aust           | 1996  |            |
| Arthur Axelrad      | 1982  |            |
| William Ayer        | 1979  |            |